# Eugène Narbonne
Eugène Narbonne, né le 7 juin 1885 à Touillon (Côte-d'Or) et mort le 18 juin 1973 à Saint-Germain-en-Laye, est un peintre et illustrateur français.

## Biographie
Fils de Nicolas Narbonne et d'Apolline Antoinette Lavault, résidant à Sceaux, Eugène Narbonne est l'élève de Jacques Jobbé-Duval et d'Henri-Achille Zo à l'académie de la Grande Chaumière. Il a une sœur, Alice Germaine, née en 1896, mariée à Alexandre Mercereau.
De 1939 à 1955, il est chef d'atelier de peinture à l'École des beaux-arts de Paris. 
Il est domicilié, à Paris, 14, rue Borromée (15e), en 1928, et 23, rue Boissonnade (14e) en 1930, 1931 et 1934.

## Œuvre

### Salons
Eugène Narbonne expose au Salon des artistes français dès 1904, obtient une médaille d'argent en 1914 et une médaille d'or en 1925.
- 1928 : Salon des Tuileries (au palais de Bois), Adam et Eve[5], peinture ; Nu[5], peinture.
- 1930 : La mère et l'enfant[6] ; Portrait de Martini[6].
- 1931 : Portraits et nus dans un paysage[7] (appartient à M. J.-R.) ; Le soir sur la dune[7].
- 1934 : une peinture[8] ; portraits[8].
- 1952 : Joies de la nature.

### Expositions
- Décembre 2007, exposition rétrospective aux Pavillons-sous-Bois.

### Ouvrage illustré
- José-Maria de Heredia, Les Trophées, illustrations de Eugène Narbonne gravées par Ricardo de Los-Rios, Paris, Éditions Alphonse Lemerre, 1893[9].

### Œuvres dans des collections publiques
- Musée d'art et d'histoire de Belfort : Nu dans un paysage, vers 1926.
- Paris, École nationale supérieure des beaux-arts : Vue de Villefranche-sur-Mer, 1949, dessin, 55 × 73cm.

## Récompenses
- 1914 : Prix de la Savoie ;
- 1930 : Prix Jean-Jacques-Henner[10].

## Élèves notables
- Maurice Boitel (1919-2007), en 1945, massier de l'atelier.
- Françoise Boudet (1925-2012), de 1945 à 1950,  Premier Grand Prix de Rome en 1950.
- Bernard Buffet (1928-1999), de 1943 à 1945.
- Jean-Pierre Capron (1921-1997), dès 1945.
- Marcelle Deloron (1928-2021) premier second Prix de Rome en 1949

- Gisèle Georges (née en 1928), en 1945.
- Michel-Henry (1928-2016).
- Ray Letellier (1921-2009), dès 1944.
- Alice Pasco (1926-2013), de 1945 à 1948.
- Georgette Piccon (1920-2004), de 1940 à 1943.
- Albert Fernand Renault (1887-1963).
- Jean Ricardon (1924-2018), de 1944 à 1951.
- Louis Vuillermoz (1923-2016), de 1942 à 1948.
- Bachir Yellès (1921-2022), de 1947 à 1950.
- Robert Yan (1901-1994), en 1924.